# Radio Alfa
Pour les articles homonymes, voir ALFA.
Radio Alfa est une station de radio s'adressant à la communauté lusophone en France. D'expression portugaise, elle a pour objectif d'intensifier la présence de la culture et de la langue portugaise en France. Radio Alfa a été lancé le 5 octobre 1987 par l'Association Luso-Française de l'Audiovisuel. Elle diffuse ses programmes en modulation de fréquence (FM 98.6) dans toute l'Île-de-France, et en DAB+ dans de grandes villes de France. Radio Alfa est membre des Indés Radios.

## Historique
Le 5 octobre 1987 à 14h, Rogério do Carmo (poète, ami fidèle d'Amalia Rodrigues, lauréat de la Médaille de bronze des Arts et des Lettres), alors âgé de 52 ans, ouvre son micro dans un studio improvisé pour annoncer : « vous écoutez Radio Alfa, la radio portugaise de tous les Portugais de la région parisienne » ("estão à escuta da Rádio Alfa, a rádio portuguesa para todos os portugueses da região parisiense").
Ce 5 octobre 1987, le poète se disait « convaincu que personne n'écoutait, alors [il a] dit : 'Peut-être que je suis ici en train de parler dans le vide, alors si quelqu'un écoute, appellez-nous, s'il vous plaît.' Et j'ai donné un numéro. Le téléphone a commencé à sonner et j’étais vraiment content ». Rogério do Carmo a animé pendant des années un programme d'interviews, Conversas.
Le projet d'une radio d'expression portugaise est né sur la table de la salle à manger de l'appartement de Rogério do Carmo, au 31e étage de la Tour Atlas dans le 13e arrondissement parisien[source secondaire souhaitée], avec Fernando Silva, Artur Silva, Jaime Mendes, Helena Machado et António Cardoso.
Depuis 1991, Radio Alfa est détenue par la famille Lopes, déjà présente dans le Val-de-Marne (94) avec ses équipes de football US Lusitanos Saint-Maur, l'US Créteil-Lusitanos, ainsi que des entreprises[source secondaire nécessaire]. Depuis 1992, son directeur-général est Fernand Lopes[source secondaire souhaitée], fils de l'homme d'affaires Armand Lopes.
Radio Alfa est née parallèlement à la création de Rádio Paris-Lisboa, une station de radio francophone qui couvrait Lisbonne, créée en 1989 à l'initiative du ministère français des Affaires étrangères et avec la collaboration de l'Alliance française de Lisbonne.

## Identité de la station
Créée en octobre 1987, Radio Alfa participe à la culture des communautés lusophones dans toute l'Île-de-France et bien au-delà. Elle touchait, au début des années 2010, plus d'un million d'auditeurs.
Radio Alfa est un espace central de la vie lusophone. La radio constitue, pour les auditeurs, un lien quotidien avec leur culture et leur langue.

## Programmation

### Événementiel
Entre juin 1989 et juin 2017, Radio Alfa a organisé un événement populaire, sur l'Île de Loisirs de Créteil, portant sur la musique lusophone : a Festa da Rádio Alfa. Chaque année, l’événement était le plus grand rassemblement de la communauté lusophone en Europe. La dernière Festa da Rádio Alfa a réuni plus de 15 000 personnes. Au long de ses 28 années d'existence, la scène du festival a reçu divers interprètes de la musique portugaise : Pedro Abrunhosa, Rui Veloso, José Cid, Ana Moura, Mariza, Xutos e Pontapés, par exemple.
Une fois par an, Radio Alfa organise la « Semaine de la gastronomie portugaise », une semaine pendant laquelle la salle Vasco-de-Gama se transforme en restaurant, accueillant des chefs de différentes régions du Portugal.

## Diffusion
Radio Alfa est l'unique radio des communautés d'expression portugaise couvrant la totalité de l'Île de France, 24h/24 sur la bande FM (98.6). Cette particularité lui offre un potentiel de 800 000 auditeurs lusophones, simplement en région parisienne. Mais le potentiel est bien plus important encore, la population d'origine portugaise étant estimée en France à 1,2 million de personnes. Selon Médiamétrie, la station lusophone compte 580 000 auditeurs hebdomadaires, soit 40 000 au quart d'heure moyen.
Radio Alfa diffuse également par le biais de Canal satellite (depuis le 26 septembre 1997) et par le biais d'Internet (depuis décembre 1999)[réf. nécessaire]. En novembre 2022, l'ARCOM autorise[réf. nécessaire] la modification du capital de la SAS Alfa Diffusion qui exploite Radio Alfa en FM et en DAB+. Radio Alfa émet aussi en DAB+ à Paris , Lille , Lyon, Strasbourg, une grande partie de la Côte d'Azur dont Nice et Monaco.